# 완비 측도 공간
측도론에서 완비 측도 공간(完備測度, 영어: complete measure)는 측도가 0인 가측 집합의 모든 부분 집합이 가측 집합인 측도 공간이다.

## 정의
측도 공간 {\displaystyle (X,\Sigma ,\mu )}이 다음 조건을 만족시킨다면, 완비 측도 공간이라고 한다.
- 모든 영집합은 가측 집합이다. 즉, 만약 {\displaystyle T\subset S\in \Sigma }에 대하여 {\displaystyle \mu (S)=0}이라면 {\displaystyle T\in \Sigma }이다.

이 경우, 영집합의 부분 집합은 측도의 공리에 따라서 항상 영집합이 된다.

### 측도의 완비화
완비하지 않은 측도 공간 {\displaystyle (X,\Sigma ,\mu )}에 대하여, 이를 완비 측도 공간 {\displaystyle (X,\Sigma _{0},\mu _{0})}에 대응시키는 표준적인 연산이 존재한다. 이를 측도 공간의 완비화(영어: completion)라고 하며, 다음과 같다.
- {\displaystyle \Sigma _{0}}은 {\displaystyle \Sigma }와 {\displaystyle \{T\subset X|\exists S\supset T\colon \mu (S)=0\}}를 포함하는 가장 작은 시그마 대수이다.
- {\displaystyle T\in \Sigma _{0}}에 대하여, {\displaystyle \mu _{0}}은 다음과 같다.

{\displaystyle \mu _{0}(T)=\inf _{T\subset S\in \Sigma }\mu (S)\in [0,\infty ]}

## 예
유클리드 공간 {\displaystyle \mathbb {R} ^{n}} 위의 보렐 측도 {\displaystyle (\mathbb {R} ^{n},{\mathcal {B}}(\mathbb {R} ^{n}),\mu _{\mathcal {B}})}는 완비 측도가 아니다. 이 측도의 완비화는 르베그 측도 {\displaystyle (\mathbb {R} ^{n},{\mathcal {L}}(\mathbb {R} ^{n}),\mu _{\mathcal {L}})}이다.